# 牽亡歌
牽亡歌，是於人去世後，道士或靈媒為了牽引亡魂所唱的歌，有時是接引亡魂到陽世接受供養或溝通，但通常是引領亡魂順利通過地府各大關卡，到達十殿受審。現代有一些唱閩南語歌曲的老牌男歌手演唱改編過的牽亡歌，例如黃添林（黃克林）的《倒退嚕》 ，劉福助的《牽亡歌》，豬哥亮的《十八番組》等。

## 外部連結
- 台灣的牽亡歌陣